# Osteocephalus planiceps
Osteocephalus planiceps é uma espécie de anfíbio da família Hylidae. Pode ser encontrada no Brasil, Peru, Equador e Colômbia.